# Madabská mapa
Madabská mapa (hebrejsky: מפת מידבא, Mapat Mejdva), známá též jako Madabská mozaiková mapa, je část podlahové mozaiky v byzantském kostele sv. Jiří v Madabě, v dnešním Jordánsku. Tato mapa je nejstarší dochované originální kartografické zachycení Svaté země a zvláště Jeruzaléma. Je datována do 6. století.

## Historie
Obraz Jeruzaléma utvořený na mapě ukazuje kostel Nea, který byl postaven roku 542. Budovy postavené po roce 570 mapa nezachycuje, takže vznikla mezi těmito léty. Mozaika byla sestavena neznámým umělcem, zřejmě pro křesťanskou obec v Madabě, tehdejším sídle biskupa. Roku 614 byla Madaba dobyta Perskou říší. V 8. století muslimští vládci umajovské dynastie z mozaiky dali odstranit některé figurální motivy. Roku 746 bylo město značně pobořeno zemětřesením a následně opuštěno. Mozaika byla znovuobjevena roku 1894, během stavby nového řeckoortodoxního kostela na místě předešlého. V následujících dekádách byly velké části mapy zničeny ohněm a činností v kostele. V prosinci 1964 věnovala Nadace Volkswagenu Německé společnosti pro výzkum Palestiny (Deutscher Verein für die Erforschung Palästinas) peníze na konzervaci mozaiky, kterou provedli následujícího roku archeologové Heinz Cüppers a Herbert Donner.

## Popis

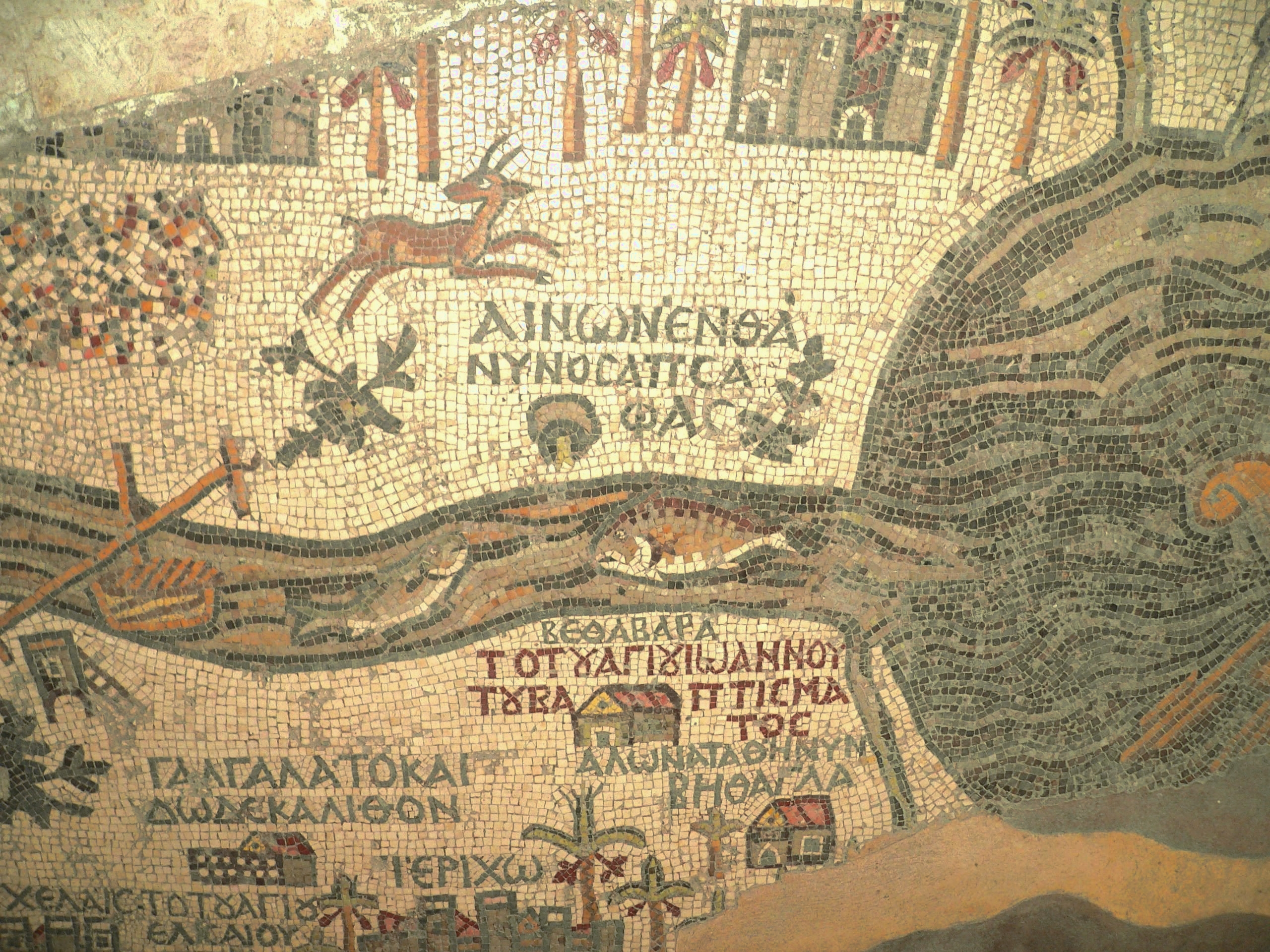
Místo křtu Jana Křtitele u ústí Jordánu a lev lovící gazelu

Podlahová mozaika se nachází v apsisu kostela. Není orientována severně, ale východně jako oltář. Původně měřila 21 x 7 m a skládala se z více než dvou milionů kaménků. Její aktuální rozměry jsou 16 x 5 m.

## Topografické znázornění
Mozaiková mapa ve své dochované části znázorňuje území od Sebastie na severu k nilské deltě na jihu a od Středozemního moře k východní Moábské poušti. Mimo jiné výtvarně zpodobňuje Mrtvé moře se dvěma čluny, několik mostů (či spíše klád na přidržování se při brodění) spojujících oba břehy Jordánu, usmívající se rybu, plující do Mrtvého moře a vracející se zamračenou, lva (téměř zničeného v době ikonoklasmu) lovícího gazelu na poušti, Jericho obklopené palmami, Betlém a další křesťanská biblická místa. Mapa mohla částečně sloužit jako orientační pomůcka poutníkům do Svaté země. Všechna sídla jsou opatřena popisky v řečtině. Tyto popisky mají souvislost s Eusebiovým Onomastikonem (z let 326 – 330), zřejmě z něj přímo autoři mozaiky čerpali. V kombinaci čelní a ptačí perspektivy je ukázáno zhruba 150 měst a vesnic i se jmény.

Největší a nejpodrobnější částí je zobrazení Jeruzaléma, ve středu mapy. Mozaika jasně ukazuje množství detailů Starého Města: Damašskou bránu, Lví bránu, Zlatou bránu, Sionskou bránu, Kostel sv. Hrobu, Davidovu věž a Cardo Maximus. (Jen není jednoznačně zřejmé místo Chrámové hory. Ta byla v této době nejspíše pustá, zanechaná jako symbol naplnění Ježíšovy předpovědi zničení Chrámu.) Toto detailní zachycení městské topografie dělá z mozaiky klíčový zdroj informací o byzantském Jeruzalémě. Také unikátní je podrobné zpodobení měst jako je Neapolis (Šechem, Nábulus), Aškelon, Gaza a další. Prakticky každá vesnice má osobité ztvárnění.

## Vědecká důležitost
Mozaiková madabská mapa je vůbec nejstarší známá zeměpisná podlahová mozaika v dějinách umění. Je využívána pro lokalizaci a verifikaci biblických míst. Mapa hrála klíčovou roli v konečném určení lokalizace Aškelonu. Po roce 1967 byl při vykopávkách jeruzalémské Židovské čtvrti objeven kostel Nea („Nová P. Marie“) a Cardo Maximus na místech, kde je ukazovala Madabská mapa.

## Kopie Madabské mapy
Kopie je ve sbírkách Archeologického Institutu univerzity v Göttingenu. Další je ve foyeru Akademického muzea umění v Bonnu. Kopie vyobrazení Jeruzaléma je umístěna na byzantském Cardu tamtéž.

## Obrázky

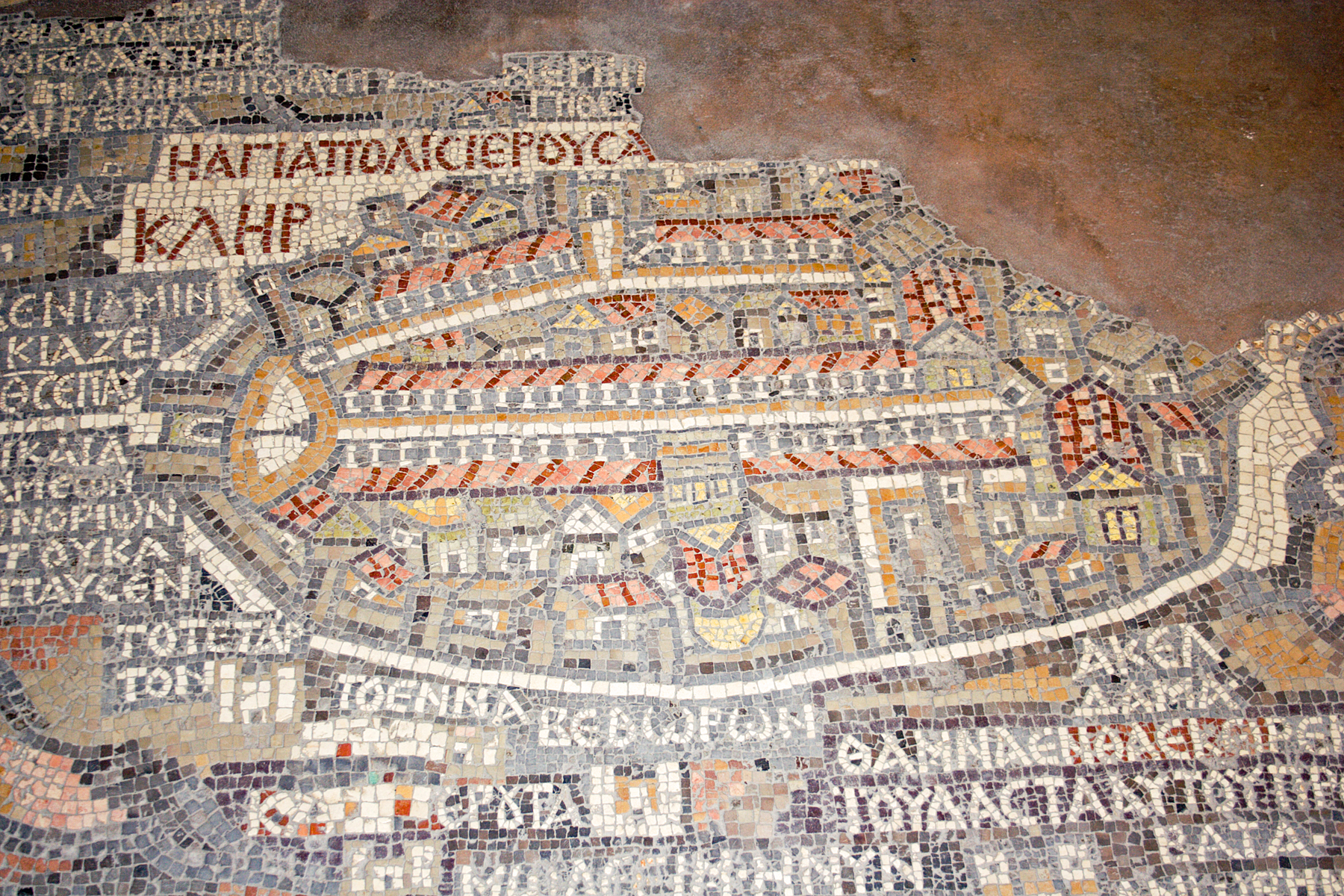
Jeruzalém
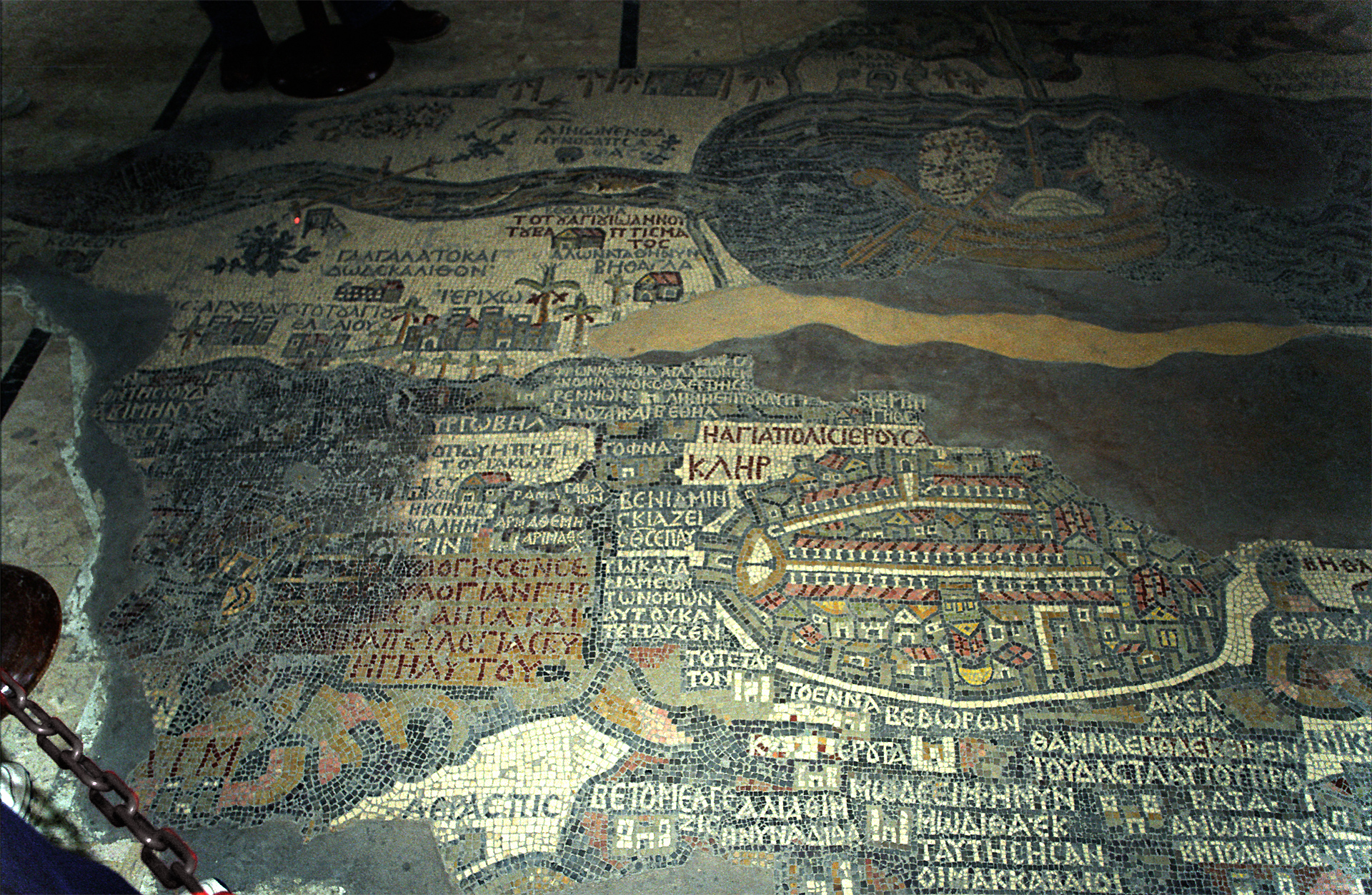
Madabská mozaiková mapa
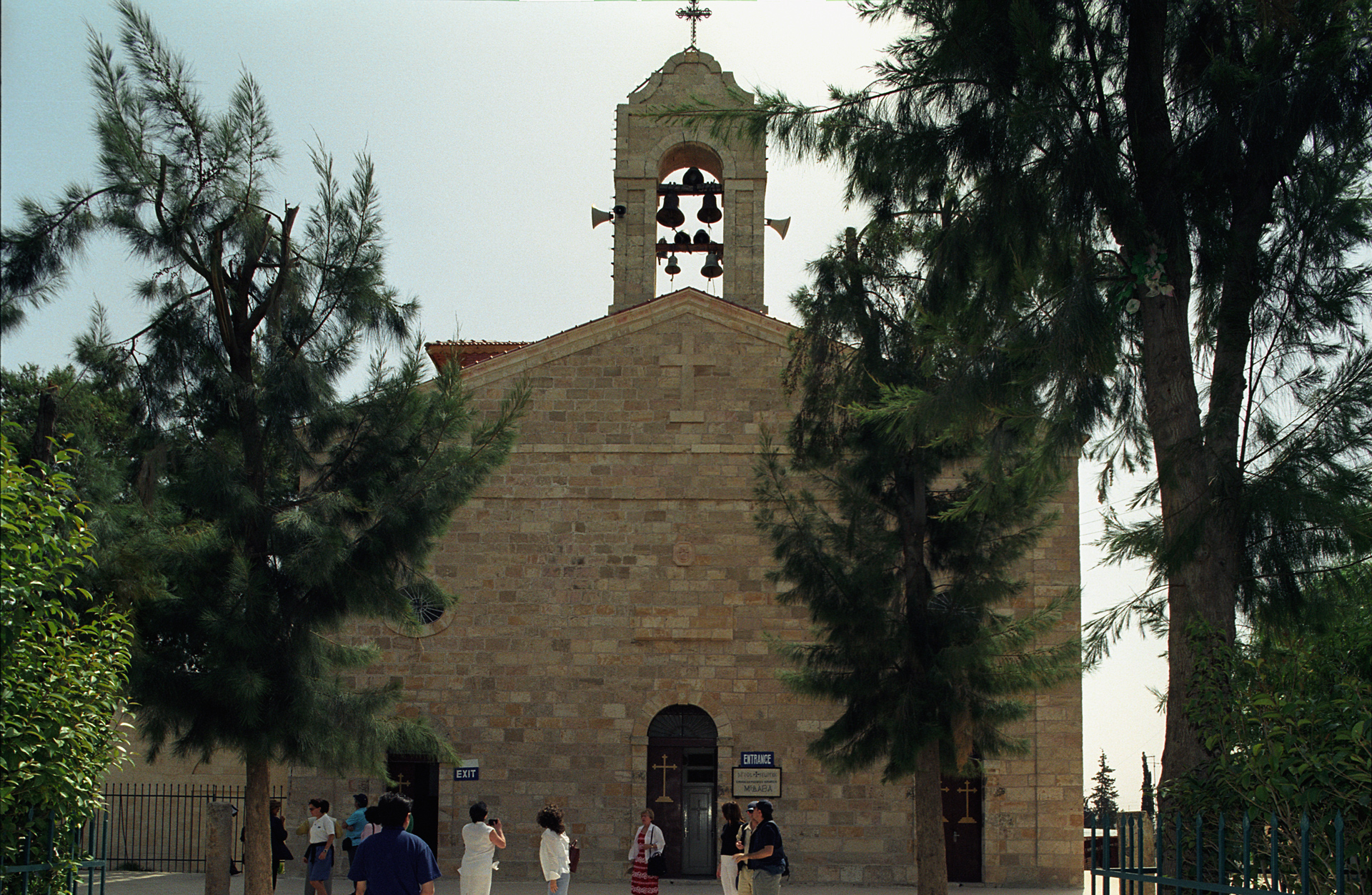
Madaba, řeckoortodoxní bazilika sv. Jiří